# Gerhard (cartunista)
Gerhard é um desenhista de histórias em quadrinhos americanas, conhecido por seu trabalho na série Cerebus, co-criada por Dave Sim. Durante a duração da série, Sim foi responsável pelos roteiros e por parte dos desenhos - especificamente o posicionamento dos personagens nos quadros de cada página - enquanto Gerhard ficava responsável por todo o restante, desenhando cenários e os outros elementos das cenas. Enquanto Sim adotava um estilo inspirado em cartoons, Gerhard desenhava cenários realistas e intensamente detalhados, fazendo de Cerebus uma série visualmente distinta e sem semelhanças entre outros quadrinhos
Historicamente, o trabalho de Sim na série sempre atraiu maior atenção da mídia, e o Gerhard, discreto, poucas vezes chegou a conceder entrevistas acerca de sua participação ou até a ser fotografado. Embora seu trabalho tenha sido pouco estudado, ainda assim ele foi indicado ao Eisner Award na categoria "Melhor Conjunto de Escritor e Desenhista", ao lado de Sim, em 1992, 1993 e 1994. O arco de história publicado entre Cerebus #154 e #165, Mothers and Daughters, foi indicado ao Eisner Award de "Melhor História" em 1993 e Cerebus:Flight, reunindo o início da história, ganharia o Eisner Award de "Melhor Graphic Novel" no ano seguinte. A sua série, por sua vezes, acumulou quatro indicações ao Eisner Award de "Melhor Série Continuada" entre 1991 e 1994.